# Kommunalwahlen in Mecklenburg-Vorpommern 2009
Am 7. Juni 2009 fanden die Kommunalwahlen 2009 in Mecklenburg-Vorpommern statt. Die CDU konnte landesweit die meisten Stimmen für sich erringen, während die SPD von der Partei Die Linke abermals auf Platz drei verdrängt wurde.
Die Wahlen fanden parallel zur Europawahl 2009 statt. Von 1.423.120 Wahlberechtigten gaben 663.242 Bürger ihre Stimme ab, das entspricht einer Wahlbeteiligung von 46,6 Prozent. Gewählt wurden zwölf Kreistage, sechs Bürgerschaften/Stadtvertretungen der kreisfreien Städte und mehr als 800 Gemeindevertretungen, einige hauptamtliche und zahlreiche ehrenamtliche Bürgermeister sowie zwei Landräte in den Kreisen Müritz und Mecklenburg-Strelitz.
Die landesweiten Ergebnisse:
| Partei         | Ergebnis (%) | ± (%p) | Sitze ges. |
| -------------- | ------------ | ------ | ---------- |
| CDU            | 31,8         | −7,0   | 278        |
| LINKE          | 21,6         | +1,4   | 190        |
| SPD            | 19,3         | +0,2   | 167        |
| FDP            | 8,7          | +2,6   | 76         |
| GRÜNE          | 5,0          | +1,9   | 41         |
| NPD            | 3,2          | +2,4   | 26         |
| Einzelbewerber | 1,7          | −1,1   | 9          |
| Sonstige       | 8,8          | −0,3   | 76         |